# Petromica pacifica
Petromica pacifica är en svampdjursart som beskrevs av List-Armitage och Hooper 2002. Petromica pacifica ingår i släktet Petromica och familjen Desmanthidae.
Artens utbredningsområde är Queensland. Inga underarter finns listade i Catalogue of Life.